# 巴西國家航空運輸公司
國家航空運輸公司（葡萄牙語：Companhia Nacional de Navegação Aérea，簡寫「CNNA」）是一家巴西飛機製造廠，於1940年代由海因里克·拉吉（Henrique Lage）所建立。該公司產品包括由安東尼奧·古迪斯·穆尼茲（Antônio Guedes Muniz）設計並授權生產的飛機，還有民間航空中種類廣泛的原型機，尤其HL-1與HL-6訓練機最為成功，這兩種飛機被巴西政府大量購入，用於其培訓飛行員的計畫中。國家航運公司於1951年停止營業。